# گروه سیتیک

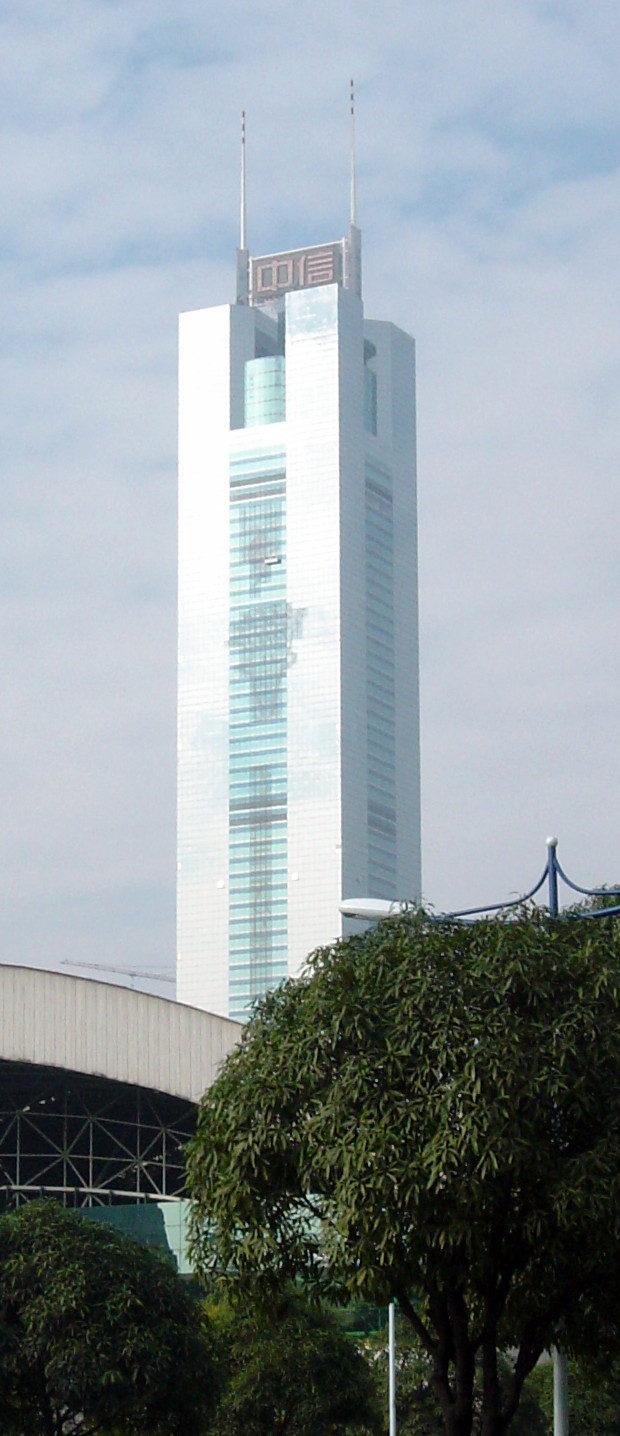
سیتیک پلازا، ساختمان اداری گروه سیتیک، در گوانگ‌ژو

گروه سیتیک (به انگلیسی: CITIC Group) شرکت سرمایه‌گذاری دولتی چینی است، که در سال ۱۹۷۹ توسط رونگ ایرن و با حمایت‌های دنگ ژیائوپینگ راه‌اندازی شد.
شرکت سیتیک در حال حاضر مالکیت و مدیریت ۴۴ شرکت تابعه را در اختیار دارد، که در حوزه‌های بانکداری، توسعه املاک و مستغلات، ساخت‌وساز و اجرای زیرساخت‌های شهری، تولید برق، مخابرات و فناوری اطلاعات، انتشارات و منابع طبیعی فعالیت می‌نمایند.
این گروه هم‌اکنون از طریق شرکت‌های زیرمجموعه خود، دارای عملیات در کشورهای هنگ کنگ، نیوزیلند، استرالیا، کانادا و ایالات متحده آمریکا می‌باشد. دفتر مرکزی گروه سیتیک در شهر پکن قرار دارد. از پروژه‌های ساخت‌وساز انجام شده یا در حال اجرای گروه سیتیک می‌توان به طرح احداث و توسعه متروی تهران، پروژه خانه‌سازی در کاراکاس، ونزوئلا و پروژه ساخت ورزشگاه ملی پکن (به‌عنوان بزرگترین سازه فلزی جهان) اشاره نمود.

## تاریخچه
در اواخر دهه ۱۹۷۰، تاجر افسانه ای و دولتمرد آقای رانگ ییرن، شرکت سرمایه‌گذاری و اعتماد بین‌المللی چین را بنا به درخواست شورای دولتی جمهوری خلق چین احداث کرد. سرمایه ثبت شده آن 600 RMB (واحد پول چین) بود. در دهه‌های ۱۹۸۰ و ۱۹۹۰ شرکت سیتیک به عنوان پنجره کلیدی برای سرمایه‌گذاری خارجی و داخلی چین به حساب می‌رفت و همچنین در زمینه سرمایه‌گذاری‌های برون مرزی پیشرو بود. این شرکت شریک چینی بسیاری از شرکت‌های خارجی و رهبری در بخش صنعت مالی بوده‌است بوده‌است. ای شرکت، صدور اولین اوراق قرضه ارز خارجی در چین، به ین در سال ۱۹۸۲، لیست کردن سیتیک پسیفیک در سال ۱۹۹۱ و صدور اولین اوراق یانکی در سال ۱۹۹۳ را در کارنامه خود دارد.
امروزه، بخش کوچکی از کسب و کار سیتیک توسط سیتیک با مسئولیت محدود اداره می‌شود. سیتیک با مسئولیت محدود بزرگترین شرکت مختلط در چین است. کارهای آن شامل خدمات مالی، منابع و انرژی، ساخت و ساز، مهندسی و پیمانکاری، املاک و مستغلات و زیرساخت می‌شود. در سال ۲۰۱۴ فورچون گروه سیتیک را بین ۱۶ مؤسسه بزرگ از بین ۵۰۰ شرکت برتر جهانی معرفی کرد. در اواخر سال ۲۰۱۳ دارای سرمایه ای بالغ بر ۲۲۵ میلیارد RMB و بیش از ۱۲۰۰۰۰ کارگر و کارمند متخصص در زمینه کاریشان داشت.
در دسامبر سال ۲۰۱۱، شرکت سیتیک با مسئولیت محدود به عنوان یک شرکت محدود با سهام مشترک در چین به ثبت رسید که ۱۰۰ درصد مالکان آن گروه سیتیک بودند که خود توسط وزارت دارایی اداره می‌شود.
در آگوست ۲۰۱۴، هنگ کنگ شرکت تابع گروه سیتیک - سیتیک پسیفیک- را ثبت کرد که ۱۰۰ درصد از گروه سیتیک تابعیت می‌کرد و گروه سیتیک بعداً به سیتیک لیمیت تغییر نام داد. اکنون ۸۵ درصد از سیتیک لیمیت توسط گروه سیتیک اداره می‌شود و بقیه تحت اختیار سهامداران مستقل است. این شرکت یکی از بزرگترین شرکت‌ها در شاخص هانگ سنگ است.
برای اولین بار در تاریخ شرکت، سرمایه گذاران کوچک و بزرگ به سهام بزرگترین معتبرترین کسب و کار پیشگام در چین از طریق بورس اوراق بهادار هنگ کنگ دسترسی مستقیم پیدا کردند.